# Disocactus speciosus subsp. cinnabarinus
Disocactus speciosus subsp. cinnabarinus ist eine Unterart der Pflanzenart Disocactus speciosus aus der Gattung Disocactus in der Familie der Kakteengewächse (Cactaceae). Das Artepitheton cinnabarinus stammt aus dem Lateinischen, bedeutet ‚zinnoberrot‘ und verweist auf die Farbe der Blüten.

## Beschreibung
Disocactus speciosus subsp. cinnabarinus wächst kriechend und/oder anlehnend. Die dreikantigen, dunkelgrünen Triebe sind sehr schlank. Sie werden 38 bis 60 Zentimeter lang und 2 bis 3 Zentimeter breit. Die Areolen sind vorstehend. Bis zu 10 borstenartig, gelblich-braune Dornen werden bis zu 0,8 Zentimeter lang.
Die Blüten sind trichterig, leicht gebogen bis zu 15 Zentimeter lang und 8 bis 9 Zentimeter im Durchmesser groß. Sie sind außen grünlich rot und die Perianthsegmente sind glänzend bräunlich rot.

## Verbreitung und Systematik
Disocactus speciosus subsp. cinnabarinus ist in den mexikanischen Bundesstaaten Chiapas, Oaxaca und Tabasco sowie in Guatemala und El Salvador in Höhenlagen von 1500 bis 3500 Metern verbreitet.
Die Erstbeschreibung als Cereus cinnabarinus erfolgte 1910 durch Wilhelm Weingart. Ralf Bauer stellte die Art 2003 als Unterart zur Art Disocactus speciosus. Weitere nomenklatorische Synonyme sind Heliocereus cinnabarinus (Eichlam ex Weing.) Britton & Rose (1920) ≡ Disocactus cinnabarinus (Eichlam ex Weing.) Barthlott (1991).

## Nachweise